# لی یونگ داگ
لی یونگ داگ (انگلیسی: Lee Yung-dug؛ ۶ مارس ۱۹۲۶ – ۶ فوریه ۲۰۱۰) سیاست‌مدار اهل کره جنوبی بود. وی از ۲۹ آوریل ۱۹۹۴ تا ۱۷ دسامبر ۱۹۹۴ نخست‌وزیر این کشور بود.
لی یونگ داگ در ۶ فوریه ۲۰۱۰، در سن ۸۳ سالگی درگذشت.